# 74. motorizirani bataljon Slovenske vojske
74. motorizirani bataljon (kratica: 74. MOTB) je tretji motorizirani bataljon Slovenske vojske, ki je bil uradno ustanovljen 1. januarja 2008 z reorganizacijo 74. oklepno-mehaniziranega bataljona.
Bataljon je bil prvotno opremljen z bojnimi vozili pehote BVP M-80, nastanjen v Vojašnica Maribor in podrejen 1. brigadi. Leta 2009 je bil bataljon opremljen s prvimi 13 vozili Svarun.
V letih med 2011 in 2013 je bil to prvi bataljon, kateremu je poveljevala ženska – podpolkovnica Alenka Petek.

## Vodstvo
Poveljniki
- podpolkovnik Igor Cebek: 2008–2. december 2009[2]
- major/podpolkovnik Leon Holc: 2. december 2009[2]–15. november 2011[1]
- podpolkovnik Alenka Petek: 15. november 2011[1]–4. junij 2013
- podpolkovnik Boštjan Baš: 4. junij 2013[1]